# Noemi (nome)
Noemi  è un nome proprio di persona italiano femminile.

## Varianti

### Varianti
- Maschili: Noemo, Noemio[2]

### Varianti in altre lingue
- Ceco: Noemi[1]
- Ebraico: נָעֳמִי (Na'omi, Na'omy, Nō'omî)[1][3]
- Finlandese: Noomi
- Francese: Noémie[1]
- Greco biblico: Νωεμίν (Noemìn)[1][3]
- Inglese: Naomi[1][4]
- Latino: Noemi[1][3]
- Polacco: Noemi
- Portoghese: Noemí[1], Noêmia[1]
- Spagnolo: Noemí[1], Nohemi[1]
- Ungherese: Noémi

## Origine e diffusione

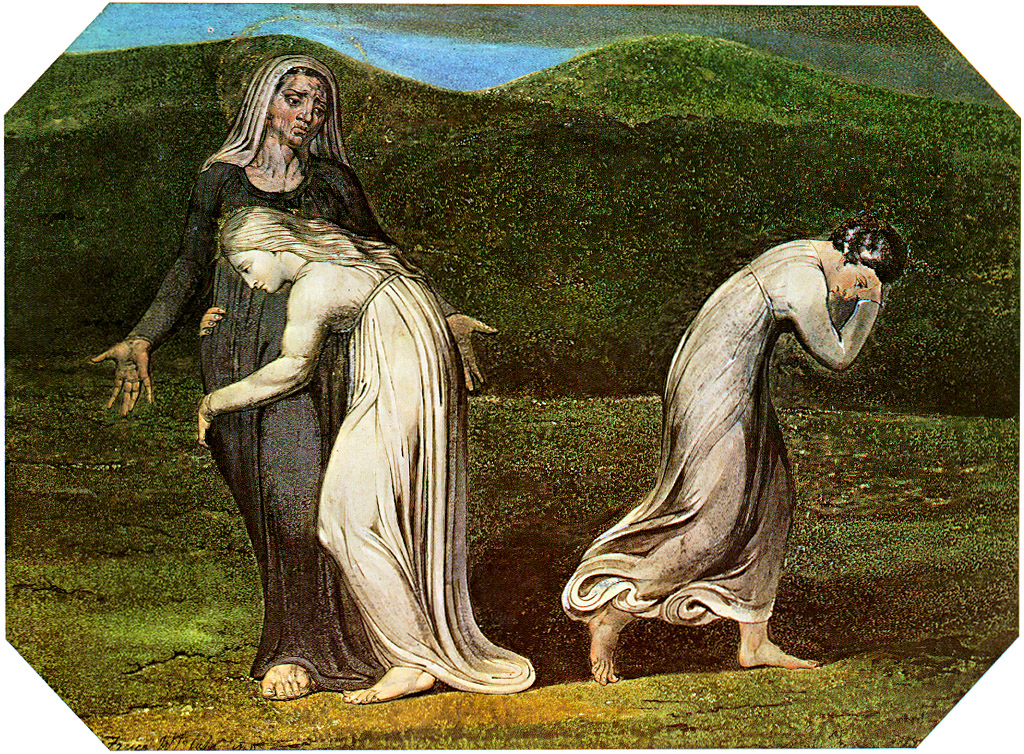
Noemi supplica Rut e Orpa di tornare a casa, di William Blake

Deriva dall'ebraico נָעֳמִי (Na'omi, Nō'omî), passato come Νωεμίν (Noemìn) nella Septuaginta greca e come Noemi nella Vulgata latina; viene ricondotto da svariate fonti al sostantivo ebraico no'am ("dolcezza", "gentilezza", "gioia", "delizia") o a n'm ("essere piacevole", "essere gradito"), e il significato viene talvolta interpretato come "mia delizia", "mia gioia" (simile quindi per semantica a Gioia, Letizia, Eufrasia, Hephzibah e Noam), tuttavia altre fonti relegano queste ipotesi all'etimologia popolare.
Il nome ha tradizione biblica, riprendendo quello di Noemi, moglie di Elimelech e suocera di Rut, che cambiò il suo nome in Mara (dall'ebraico Marah, "amareggiata", "infelice") dopo la morte del marito e dei due figli. Era comunemente usato negli ambienti ebraici, mentre giunse solo più tardi in quelli cristiani (ad esempio, per quanto riguarda la lingua inglese, solo dopo la Riforma Protestante). La sua introduzione in Italia sembra invece essere ancora più recente, dovuta probabilmente a ragioni letterarie. 
Va notato che la forma inglese, Naomi, coincide con il nome giapponese femminile 直美 (Naomi), composto da 直 (nao, "onesta", "corretta") e 美 (mi, "bella").

## Onomastico
Alcuni calendari e siti web riportano una "santa Noemi" o "beata Noemi", commemorata il 14 o il 15 dicembre; tuttavia, nessuna figura con questo nome è registrata dalle fonti agiografiche, compresi il martirologio romano e l'elenco dei santi composto dai bollandisti; alle volte, tale figura viene identificata con la Noemi biblica, per cui però non vi è alcuna traccia di culto, nemmeno locale (al contrario di sua nuora Rut, che come "santa" è commemorata al 1º settembre nel martirologio di Canisio). 
Di conseguenza, il nome è adespota, e il suo onomastico ricorre il 1º novembre, festa di Ognissanti.

## Persone
- Noemi, cantante italiana

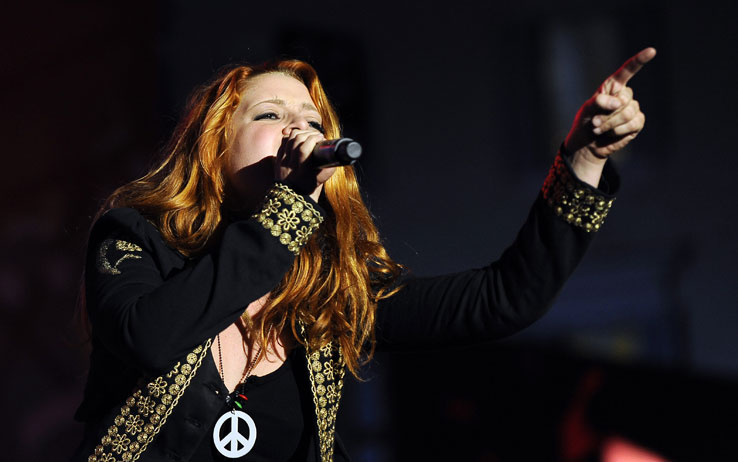
Noemi

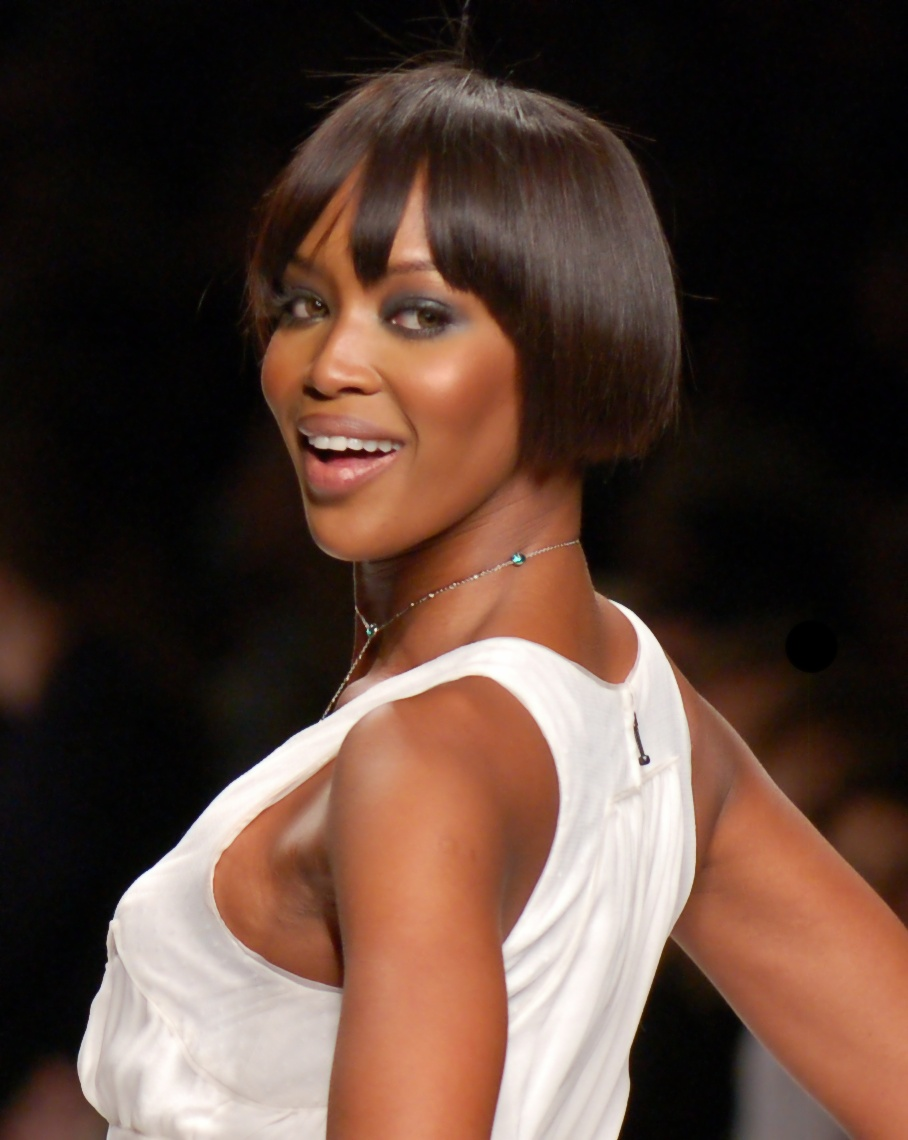
Naomi Campbell

- Noemi Batki, tuffatrice ungherese naturalizzata italiana
- Noemi Cantele, ciclista su strada italiana
- Noemi Gifuni, doppiatrice e attrice italiana
- Noemi Lung, nuotatrice rumena
- Noemi Signorile, pallavolista italiana
- Noemi Smorra, cantante e attrice italiana

### Variante Naomi

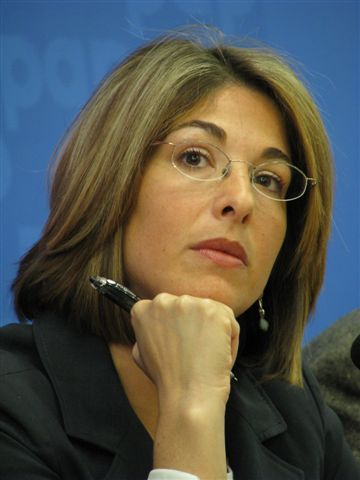
Naomi Klein

- Naomi Campbell, supermodella, attrice e cantante britannica
- Naomi Castle, pallanuotista australiana
- Naomi Foner, sceneggiatrice statunitense
- Naomi Kawase, regista, sceneggiatrice, montatrice, direttrice della fotografia e produttrice cinematografica giapponese
- Naomi Klein, giornalista, scrittrice e attivista canadese
- Naomi Mitchison, scrittrice, poetessa e saggista britannica
- Naomi Novik, scrittrice statunitense
- Naomi Russell, pornoattrice statunitense
- Naomi Scott, attrice e cantante britannica
- Naomi Shemer, cantante, compositrice e poetessa israeliana
- Naomi Shindō, doppiatrice giapponese
- Naomi Shohan, scenografa statunitense
- Naomi Sims, modella, imprenditrice e attivista politica statunitense
- Naomi van As, hockeista su prato olandese
- Naomi Wakabayashi, doppiatrice giapponese
- Naomi Watts, attrice britannica naturalizzata australiana

### Altre varianti
- Noémi Besedes, attrice svizzera

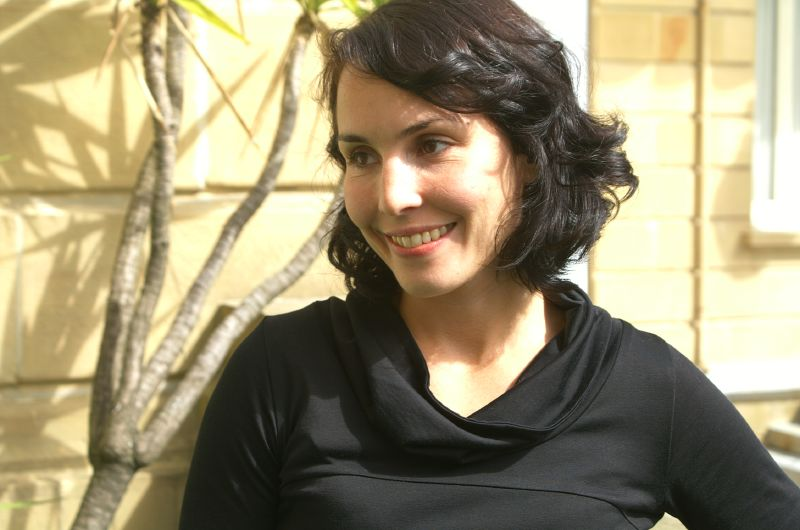
Noomi Rapace

- Noémi Ferenczy, artista tessile ungherese
- Naomie Harris, attrice britannica
- Noémie Lenoir, modella e attrice francese
- Noomi Rapace, attrice svedese
- Noémi Tóth, pallanuotista ungherese naturalizzata italiana
- Noémie Wolfs, cantante belga

## Il nome nelle arti
- Naomi Bennett è un personaggio della serie televisiva Private Practice.
- Noemi Castellan è un personaggio del film del 1966 Signore & signori, diretto da Pietro Germi.
- Naomi Clark è un personaggio della serie televisiva 90210.
- Naomi Dorrit è un personaggio della serie televisiva Lost.
- Naomi Hunter è un personaggio della serie di videogiochi Metal Gear.
- Noemi Kashiwagi è un personaggio della visual novel Star + One!.
- Noemi Pintor è un personaggio del romanzo Canne al vento di Grazia Deledda.
- Naomi Wildman è un personaggio della serie televisiva Star Trek: Voyager.
- Naomi Misora è un personaggio secondario di Death Note.